# EuroHockey Nations Challenge (Feld, Damen) 2005
Die EuroHockey Nations Challenge (Feld, Damen) 2005 war die erste Auflage der "C-EM". Sie fand vom 11. bis 17. September in Prag statt. Tschechien und Österreich stiegen in die "B-EM" auf.

## Vorrunde

### Gruppe A
| Rang | Land       | Tore | Punkte |
| ---- | ---------- | ---- | ------ |
| 1    | Tschechien | 11:1 | 9      |
| 2    | Slowakei   | 8:5  | 6      |
| 3    | Schweiz    | 9:10 | 3      |
| 4    | Bulgarien  | 3:15 | 0      |

### Gruppe B
| Rang | Land                   | Tore | Punkte |
| ---- | ---------------------- | ---- | ------ |
| 1    | Österreich             | 32:0 | 9      |
| 2    | Kroatien               | 16:6 | 6      |
| 3    | Serbien und Montenegro | 5:21 | 3      |
| 4    | Türkei                 | 3:29 | 0      |

## Platzierungsspiele

### Spiele um die Plätze 5–8
| Schweiz                | – | Türkei    | 14:0 |
| Serbien und Montenegro | – | Bulgarien | 1:4  |

### Spiel um Platz 8
| Serbien und Montenegro | – | Türkei | 3:2 |

### Spiel um Platz 5
| Schweiz | – | Bulgarien | 6:1 |

### Halbfinale
| Tschechien | – | Kroatien | 5:1 |
| Österreich | – | Slowakei | 3:2 |

### Spiel um Platz 3
| Kroatien | – | Slowakei | 2:3 |

### Finale
| Tschechien | – | Österreich | 3:2 |